# Sybra biochreomaculata
Sybra biochreomaculata är en skalbaggsart som beskrevs av Stefan von Breuning 1968. Sybra biochreomaculata ingår i släktet Sybra och familjen långhorningar. Inga underarter finns listade i Catalogue of Life.